# Дормер, Роберт, 1-й граф Карнарвон
Сэр Роберт Дормер, 2-й баронет из Уинга, 1-й граф Карнарвон, 1-й виконт Аскотт, 2-й барон Дормер из Уинга (англ. Sir Robert Dormer of Wing, 2nd Baronet, 1st Earl of Carnarvon, 1st Viscount Ascott, 2nd Baron Dormer of Wing; ок. 1610 — 20 сентября 1643) — английский пэр.

## Ранняя жизнь
Родился около 1610 года. Единственный сын сэра Уильяма Дормера (? — 1616) и внук Роберта Дормера, 1-го барона Дормера (1551—1616). Его матерью была Алиса Молинье, дочь сэра Ричарда Молинье, 1-го баронета (1560—1622), и Фрэнсис Джерард.
8 ноября 1616 года после смерти своего деда шестилетний Роберт Домер унаследовал титулы 2-го барона Дормера и 2-го баронета Дормера из Уинга. 2 августа 1628 года 18-летний Роберт Дормер получил титулы 1-го виконта Аскотта и 1-го графа Карнарвона.
В шесть лет Роберт Дормер был оставлен под опекой короля. Затем король продал опеку Дормера Филиппу Герберту, графу Монтгомери, за 4 000 фунтов стерлингов. Дормер был воспитан как католик и впоследствии стал состоятельным католическим придворным, находившимся в опасности, приводя в ярость консервативных парламентариев. Он получил образование в Итонском колледже и Эксетер-колледже в Оксфорде, куда поступил в 1624 году, получил степень магистра в 1627 году и степень доктора в 1642 году.
По словам биографа семнадцатого века Дэвида Ллойда, он был «чрезвычайно диким в своих молодость», пристрастился к азартным играм и охоте. Он и его жена числятся постоянными участниками придворных маскарадов. Он был ярым роялистом и, бросая вызов своему тестю, сражался на стороне короля Карла I во время Гражданской войны в Англии.
Короля Якова I развлекала в Аскотт-парке его мать Энн, леди Дормер, в 1620 году. Анна Датская посетила его в 1612 году.

## Брак и карьера

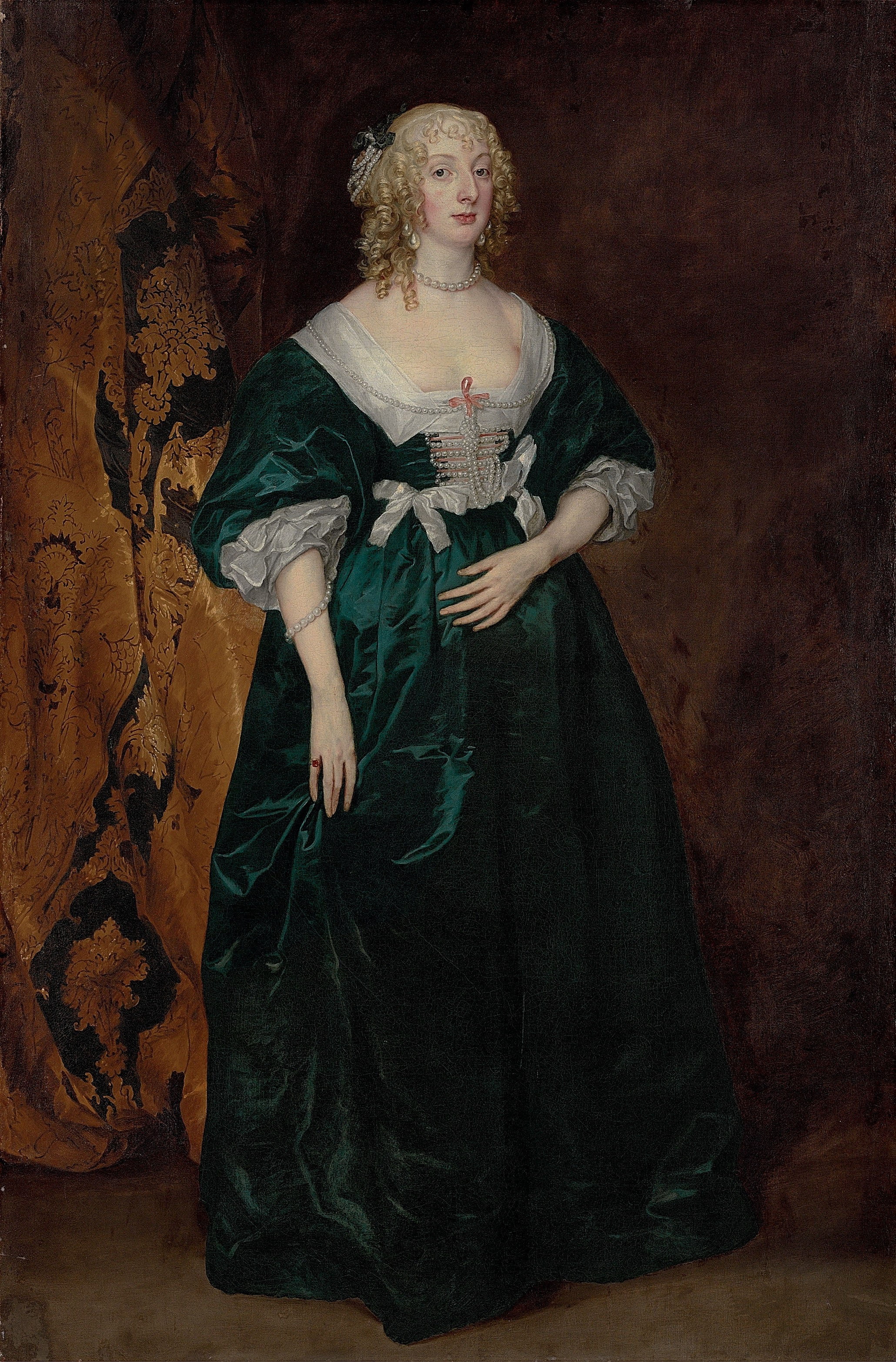
Энн София Герберт, жена Роберта Дормера, 1-го графа Карнарвона. Портрет Антониса ван Дейка

27 февраля 1625 года, в возрасте пятнадцати лет, Роберт Дормер женился на дочери своего опекуна, леди Энн Софи Герберт (1610 — 3 июня 1643), что обеспечило ей будущее, поскольку Дормер был одним из самых богатых людей в Англии в то время . Энн была дочерью Филиппа Герберта, 4-го графа Пембрука, и леди Сьюзен де Вер, младшей дочери елизаветинского придворного, поэта и драматурга Эдварда де Вера, 17-го графа Оксфорда, оксфордского Уильяма Шекспира.
2 июня 1641 года Роберт Дормер был назначен лордом-лейтенантом Бакингемшира. В 1642 году он присоединился к королю в Йорке и был одним из пэров, подписавших декларацию от 13 июня, согласившуюся поддержать короля, и дополнительную декларацию от 15 июня, отрицающую предполагаемое намерение короля начать войну против парламента.
Леди Карнарвон умерла 3 июня 1643 года от оспы. Анекдоты о ней можно найти в Strafford Papers (ii, 47) и Sydney Papers (ii, 621), а адресованное ей стихотворение напечатано в Choice Drollery, 1656. Её портрет и портрет её старшего сына Чарльза были частью выставки работ Антониса ван Дейка в галерее Гросвенор в 1887 году.
Граф Карнарвон был убит в первой битве при Ньюбери 20 сентября 1643 года одиноким солдатом, который случайно встретил его, возвращающегося после успешной кавалерийской атаки. Когда он лежал при смерти, его спросили, есть ли у него ещё одна последняя просьба к королю. «Нет, — ответил он, — в такой час у меня нет никакой молитвы, кроме Царя Небесного» . Различные описания способа его смерти собраны в отчете г-на Мани о битве (2-е изд., стр. 90).
Есть также элегия о его смерти в «Характерах и элегиях» сэра Фрэнсиса Уортли, 1646 год. Карнарвон был похоронен сначала в часовне колледжа Иисуса в Оксфордском университете, но его тело было перенесено в 1650 году в семейное захоронение в Уинге, Бакингемшир.
Роберту Дормеру наследовал его сын Чарльз Дормер (1632—1709), который умер в 1709 году, и вместе с ним прервался титул графа Карнарвона в семье Дормер.